# Białobrzegi (osada leśna w powiecie legionowskim)
Białobrzegi – osada leśna w Polsce położona w województwie mazowieckim, w powiecie legionowskim, w gminie Nieporęt.